# فیلم‌شناسی شارلیز ترون

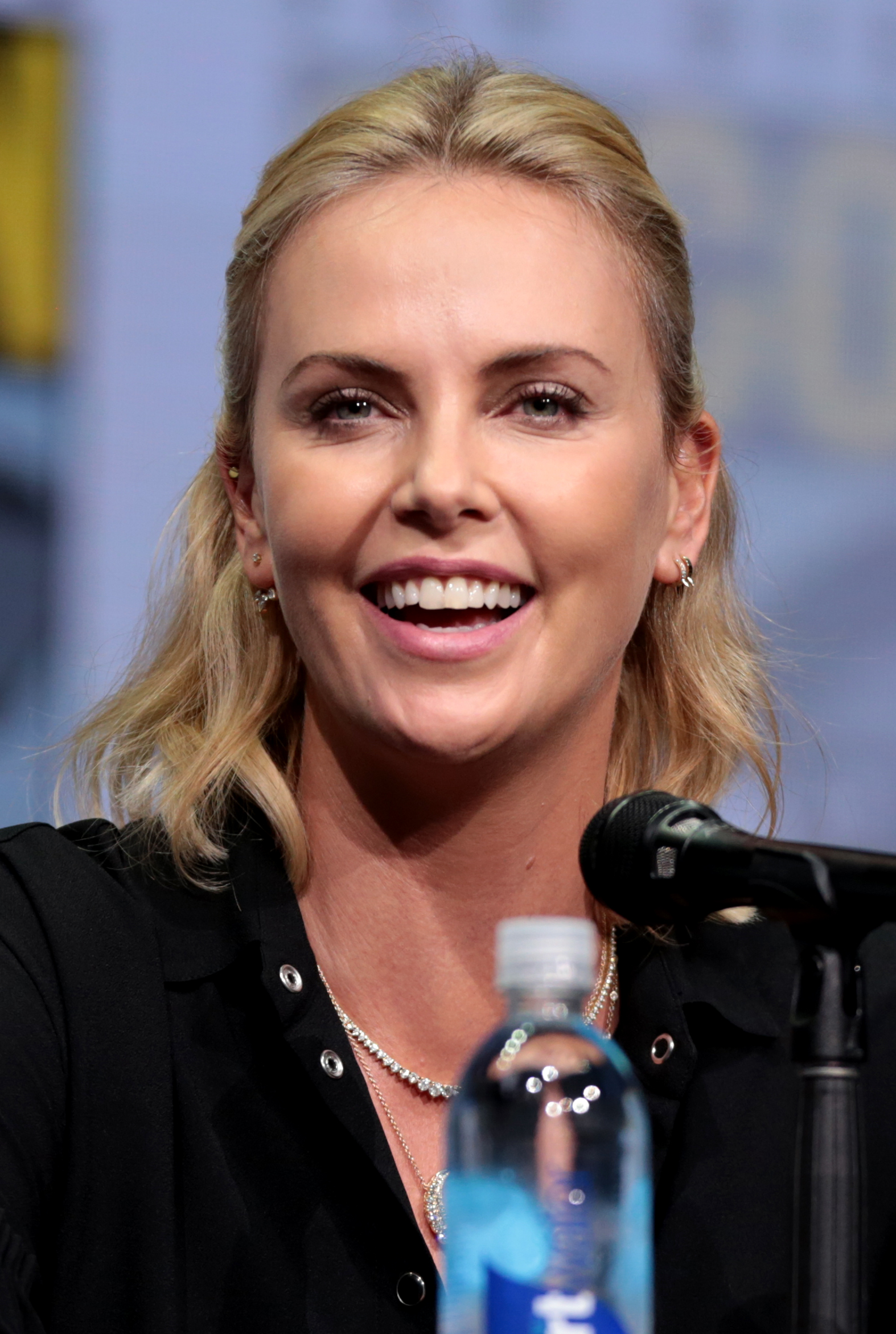

در این مقاله، نام فیلم‌هایی که شارلیز ترون در آن‌ها بازی کرده، تهیه‌کننده بوده، صداپیشگی کرده یا مجری بوده‌است، آمده‌است.

## فیلمشناسی

### سینما
| سال  | عنوان فیلم                      | نقش                          | توضیحات                 |
| ---- | ------------------------------- | ---------------------------- | ----------------------- |
| ۱۹۹۵ | کودکان ذرت ۳: برداشت شهری       | Eli's Follower               | تک‌جلوه فیلم ویدئویی     |
| ۱۹۹۶ | ۲ روز در دره                    | Helga Svelgen                |                         |
| ۱۹۹۶ | آن کاری که می‌کنی!               | Tina Powers                  |                         |
| ۱۹۹۷ | آزمون و خطا                     | Billie Tyler                 |                         |
| ۱۹۹۷ | وکیل‌مدافع شیطان                 | Mary Ann Lomax               |                         |
| ۱۹۹۸ | ستاره مشهور                     | Supermodel                   |                         |
| ۱۹۹۸ | جو یانگ نیرومند                 | Jill Young                   |                         |
| ۱۹۹۹ | همسر فضانورد                    | Jillian Armacost             |                         |
| ۱۹۹۹ | قوانین خانه سایدر               | Candy Kendall                |                         |
| ۲۰۰۰ | بازی‌های گوزن قطبی               | Ashley Mercer                |                         |
| ۲۰۰۰ | محوطه                           | Erica Stoltz                 |                         |
| ۲۰۰۰ | افسانه بگر ونس                  | Adele Invergordon            |                         |
| ۲۰۰۰ | مردان افتخار                    | Gwen Sunday                  |                         |
| ۲۰۰۱ | نوامبر شیرین                    | Sara Deever                  |                         |
| ۲۰۰۱ | نفرین عقرب یشمی                 | Laura Kensington             |                         |
| ۲۰۰۱ | ۱۵ دقیقه                        | Rose Heam                    |                         |
| ۲۰۰۲ | به‌دام‌افتاده                     | Karen Jennings               |                         |
| ۲۰۰۲ | بیدار شدن در رنو                | Candy Kirkendall             |                         |
| ۲۰۰۳ | کسب‌وکار ایتالیایی               | Stella Bridger               |                         |
| ۲۰۰۳ | هیولا                           | آیلین وورنوس                 | همچنین تهیه‌کننده        |
| ۲۰۰۴ | سر در ابرها                     | Gilda Bessé                  |                         |
| ۲۰۰۵ | سرزمین شمالی                    | Josey Aimes                  |                         |
| ۲۰۰۵ | ایان فلاکس                      | ایان فلاکس                   | همچنین در بازی ویدئویی  |
| ۲۰۰۶ | شرق هاوانا                      | —                            | تهیه‌کننده مستند         |
| ۲۰۰۷ | در دره الاه                     | Det. Emily Sanders           |                         |
| ۲۰۰۷ | نزاع در سیاتل                   | Ella                         |                         |
| ۲۰۰۸ | خوابگردی                        | Joleen Reedy                 | همچنین تهیه‌کننده        |
| ۲۰۰۸ | هنکاک                           | Mary Embrey                  |                         |
| ۲۰۰۸ | دشت سوزان                       | سیلویا                       | همچنین تهیه‌کننده اجرایی |
| ۲۰۰۹ | جاده                            | همسر                         |                         |
| ۲۰۰۹ | پسر فضایی                       | راوی (صدا)                   |                         |
| ۲۰۱۱ | بزرگسال جوان                    | Mavis Gary                   |                         |
| ۲۰۱۲ | سفیدبرفی و شکارچی               | Queen Ravenna                |                         |
| ۲۰۱۲ | پرومتئوس                        | Meredith Vickers             |                         |
| ۲۰۱۴ | یک میلیون راه برای مردن در غرب  | Anna                         |                         |
| ۲۰۱۵ | جاهای تاریک                     | Libby Day                    | همچنین تهیه‌کننده        |
| ۲۰۱۵ | مکس دیوانه: جاده خشم            | امپراتور فیوریوسا            |                         |
| ۲۰۱۶ | آخرین چهره                      | ورن پترسون                   | فیلم‌برداری              |
| ۲۰۱۶ | کوبو و دو تار                   | Monkey (صدا)                 |                         |
| ۲۰۱۶ | شکارچی: جنگ زمستان              | Queen Ravenna                | فیلم‌برداری              |
| ۲۰۱۶ | مغز در آتش                      | —                            | تهیه‌کننده               |
| ۲۰۱۷ | سرنوشت خشمگین                   | سایفر                        |                         |
| ۲۰۱۷ | بلوند اتمی                      | لورین                        | همچنین تهیه‌کننده        |
| ۲۰۱۸ | گرینگو                          | الن مارکینسون                | همچنین تهیه‌کننده        |
| ۲۰۱۸ | تالی                            | مارلو                        | همچنین تهیه‌کننده        |
| ۲۰۱۹ | تیری در تاریکی                  | شارلوت فیلد                  | همچنین تهیه‌کننده        |
| ۲۰۱۹ | راز جنایت                       | —                            | تهیه‌کننده اجرایی        |
| ۲۰۱۹ | خانواده آدامز                   | مورتیسیا آدامز               | همچنین تهیه‌کننده اجرایی |
| ۲۰۱۹ | بامب‌شل                          | میگن کلی                     | همچنین تهیه‌کننده        |
| ۲۰۲۰ | نگهبانانی از دیرباز             | Andy / Andromache of Scythia | همچنین تهیه‌کننده        |
| ۲۰۲۱ | اف۹                             | سایفر                        |                         |
| ۲۰۲۱ | خانواده آدامز ۲                 | مورتیسیا آدامز               |                         |
| ۲۰۲۲ | دکتر استرنج در چندجهانی دیوانگی | کلیا                         |                         |
| ۲۰۲۲ | مدرسه خیر و شر                  | لیدی لسو                     |                         |
| ۲۰۲۳ | فست اکس                         | سایفر                        |                         |
| ۲۰۲۵ | نگهبانانی از دیرباز ۲           | اندی                         |                         |
| ۲۰۲۶ | ادیسه                           |                              |                         |

### تلویزیون
| سال       | عنوان                 | نقش                             | توضبحات |
| --------- | --------------------- | ------------------------------- | --- |
| ۱۹۹۷      | محرمانه هالیوود       | سالی                            | تله‌فیلم |
| ۲۰۰۰      | پخش زنده شنبه شب      | میزبان                          | قسمت: "شارلیز ترون / پل سایمون"                                                                               |
| ۲۰۰۴      | زندگی و مرگ پیتر سلرز | بریت اکلاند                     | ۲۰۰۵ - نامزد جایزه گلدن گلوب بهترین بازیگر نقش مکمل زن ۲۰۰۵ - نامزد جایزه جایزه امی بهترین بازیگر نقش مکمل زن |
| ۲۰۰۵      | پرورش شکست‌خورده       | ریتا                            | ۵ قسمت |
| ۲۰۰۶      | مرغ ربات              | مادر دانیل/مادر/شخص منتظر (صدا) | قسمت: "Book of Corrine"                                                                                       |
| ۲۰۱۴      | پخش زنده شنبه شب      | میزبان                          | قسمت: "شارلیز ترون / بلک کیز"                                                                                 |
| ۲۰۱۷      | اورویل                | Pria Lavesque                   | قسمت: "Pria"                                                                                                  |
| ۲۰۱۷–۲۰۱۹ | شکارچی ذهن            | —                               | تهیه‌کننده اجرایی؛ ۱۹ قسمت                                                                                     |

### صداپیشگی
| سال  | عنوان     | نقش                       | توضیحات     |
| ---- | --------- | ------------------------- | ----------- |
| ۲۰۰۶ | مرغ ربات  | مادر دانیل/مادر/شخص منتظر | یک قسمت     |
| ۲۰۰۹ | پسر فضایی | راوی                      | 'دوستان ما' |

### موزیک ویدیو
| سال  | عنوان     | نقش                       | توضیحات                |
| ---- | --------- | ------------------------- | ---------------------- |
| ۲۰۱۰ | تیراندازی | نجات دهنده مرموز و خطرناک | خواننده:براندان فلاورز |

### مجری
| سال  | نام فیلم     | جزئیات |
| ---- | ------------ | ------ |
| ۲۰۰۳ | هیولا        |        |
| ۲۰۰۶ | شرق هاوانا   | مستند  |
| ۲۰۰۸ | خوابگردی     |        |
| ۲۰۰۹ | دشت سوزان    |        |
| ۲۰۱۱ | بزرگسال جوان |        |
| ۲۰۱۵ | جاهای تاریک  |        |
| ۲۰۱۶ | مغز در آتش   |        |
| ۲۰۱۷ | بلوند اتمی   |        |

| سال  | مراسم                 | جزئیات                     |
| ---- | --------------------- | -------------------------- |
| ۲۰۰۹ | جام جهانی فوتبال ۲۰۱۰ | مراسم قرعه کشی مرحله نهایی |